# 9052 Uhland
9052 Uhland (1991 UJ4) là một tiểu hành tinh vành đai chính được phát hiện ngày 30 tháng 10 năm 1991 bởi F. Borngen ở Tautenburg.